# Vanamõisa (Saue)
Pour les articles homonymes, voir Vanamõisa.
Vanamõisa est un village de la commune de Saue du comté de Harju en Estonie.
Au 31 décembre 2011, il compte 551 habitants.